# シュンギク
シュンギク（春菊、学名: Glebionis coronaria）は、キク科シュンギク属に分類される植物。原産地は地中海沿岸。欧米では観賞用に栽培されるが、日本・韓国・中国など東アジア諸国では若い茎葉が食用にされる。
日本では、葉に切れ込みの少ない大葉（おおば）が四国・九州・山口県で、切れ込みのある中葉（ちゅうば）がそれ以東でそれぞれ栽培される。中葉はさらに、株立ち型と株張り型とに分かれる。香りと葉や花の形から、関西では菊菜（きくな）ともよばれ、品種により葉の形や茎の太さに違いがある。
和名は他のキクが秋に花を咲かせるのとは異なり、春に黄色い花が咲き、キクに似た香りがすることに由来する。日本には室町時代に渡来したとされ、地方により切れ込みが深い葉をした中葉、切れ込みが浅い大葉がみられる。

## 品種
葉の大きさや切れ込み形によって、主に大葉種、中葉種、小葉種と品種が大別されるが、野菜としての栽培は葉が厚く味が良い中葉種が主流である。中葉種は、伸びた葉先を摘み取りながら繰り返し収穫する「摘み取り種」と、葉が柔らかく、株ごと収穫する「株張り種」がある。日本において、関東地方では葉の切れ込みが深い中葉種が、茎から摘み取られて出荷されるが、関西地方では根をつけたまま出荷されるものが多い。

### 大葉種
葉の切れ込みが浅く、大ぶりで丸く肉厚。香りは弱い。日本では九州や四国、中国地方に多い。味にクセがなく柔らかい。関西地方では「菊菜」とも呼ばれ、株ごと収穫することが多い。
- おたふく春菊 - 西日本に多く見られる大葉種のひとつ。シュンギク独特の苦味がなく、香りも穏やか[8]。
- 菊之助（きくのすけ） - 葉が肉厚で柔らかい。アクが少なく、サラダにも向く[14]。

### 中大葉種
葉の切れ込みが深い中葉系と、独特の香気が柔らかく葉の切れ込みが少ない大葉系、両方の特徴をもつ。
- 大和きくな -  奈良県で栽培される大和野菜の一つ。奈良県北部の農家が受け継いできた品種で、奈良県で選抜されたものが全国に広まる原形となった。「中村系春菊」と呼ばれることもある。

### 中葉種
切れ込みの多い細い葉は「中葉」と呼ばれる形で、日本では関東地方で多く見られる。葉の切れ込は大葉種と小葉種の間で、香りは強く、鍋料理には欠かせない。摘み取り収穫することが多い。根付きで株ごと抜き取った「株張り」は関西地方に多く、「菊菜」とよばれている。
- きわめ中葉春菊 - 耐寒性に優れ、葉は濃緑色で柔らかく、香りが高い[14]。
- 菊次郎（きくじろう） - 分枝性が強く株張りに優れる中葉種。葉肉が厚く葉揃いも良い[14]。

### 小葉種
葉の切れ込みは深く、香りが強いものの収量が少ない為、あまり栽培されていない。

## 栽培
1年のうち、3 - 5月に種まきをして初夏に収穫する「春まき」で育てる方法と、9月下旬 - 10月に種まきして晩秋から早春にかけて収穫する「秋まき」で育てる方法がある。種まきから収穫するまでに約1か月を要する。栽培に適した土壌酸度は pH 6.0 - 6.5で、発芽適温は15 - 20℃、栽培適温は15 - 20℃とされる。連作が可能とする文献もあるが、連作障害回避のため、同じ畑での栽培は1 - 2年あけるとする文献もある。栽培難度は比較的易しいほうであるが、春まきはすぐに薹（とう）立ちするので、秋まきのほうが栽培しやすい。秋まきの場合は、防寒のためにトンネル掛けをするとよいとされる。肥料を好むため、元肥となる堆肥は多めにすき込んでおく。
畑に畝をつくり、畝の中央に浅く30センチメートル (cm) ほどの間隔で2条の溝を作って、1 cmほどの間隔で種まきをする。種子は光が当たらないと発芽しない好光性のため、種まきは日光に当たるように覆土はごく薄く被せる程度で良い。種まき後6 - 7日で発芽するが、発芽まで水やりを管理をして土壌を乾燥させないようにする。
シュンギクは比較的寒さに弱く、霜に当たると葉が黒くなって枯れてしまうため、秋まきでは寒冷紗や厚手のビニールシートでトンネルがけにして防寒対策する。種まき後、1週間ほどで発芽する。間引きを行って育てていくが、1回目は本葉が1 - 2枚のとき葉が触れ合わない程度に3 cm間隔で間引き、2回目は3 - 4枚になるころに株間6 cm程度、3回目は草丈が8 - 10 cmごろに株間10 - 20 cm程度に間引きする。育苗箱に腐葉土を入れて筋まきし、本葉が出たら育苗ポットに移植して苗をつくり、本葉4、5枚になったら畑におよそ15 cm間隔で定植してもよい。
草丈が10 cmを迎えるころには追肥と、株が倒れないようにするため土寄せを行っていく。肥料を好むため、追肥は2週間に1回ぐらいのペースで与えるとよい。草丈が12 - 15 cmになったころが収穫期で、下の葉を4 - 5枚残すように中心から上部の茎葉を摘んで収穫する。残った株からわき芽が出てくるので、株元から少し離れたところに追肥すると、わき芽も伸びて次々と収穫することが出来る。
シュンギクは家庭などで手軽にコンテナ栽培もでき、大きめの鉢に種をばらまいて、間引きや施肥は畑で育てる要領で、水やりを切らさないように注意しながら行う。
病虫害に、ヨトウムシ、アブラムシ、ハモグリバエがついたり、炭そ病、ベと病にかかる場合がある。それでも、キク科のシュンギクは病害虫が少なく、作りやすい野菜だといわれている。アブラナ科の野菜に発生する害虫を防ぐ効果もあり、コンパニオンプランツとして利用できる。

## 生産
日本のシュンギク年間生産量は29,900トン (t) 、出荷量21,800 t、作付面積は1,830ヘクタール (ha) 、10アール (a) あたりの収量は1,470キログラム (kg) である（令和元年産野菜生産出荷統計）。都道府県別の主な生産地は、茨城県、群馬県、千葉県、大阪府、福岡県などで収穫量が多く、2019年統計で大阪府が出荷量（2,080 t）・作付面積（187 ha）とも第1位で、千葉県が第2位、群馬県が第3位と続く。市町村別（2006年度産）では、茨城県行方市、千葉県旭市の2大産地が生産量・出荷量で全国1・2位を占め、大阪府堺市がこれに続く。日本全体のシュンギク収穫量は減少傾向にあり、2006年から2019年までの過去14年間で33%の減少、作付面積も26%減少している。

## 食用
特有の香りを持つ葉と茎を食用とする。春菊が食用とされるのは日本、中国、韓国などの東アジア諸国においてのみである。宋の時代に中国に流入して蔬菜となった。食材としての旬は冬場で11月 - 3月とされる。葉の緑色が濃く瑞々しいもので、茎の下の方からも葉が出ていないものが商品価値の高い良品で、茎が太すぎないほうが柔らかい。
冬の葉物野菜として、鍋物には欠かせないが、サラダや炒め物など様々な調理法が行われる。すき焼き・ふぐ鍋など鍋料理の具材に使われるほか、えぐみの原因となるシュウ酸が少ないことから、やわらかい葉先は生食も可能で、サラダに使われる。和え物にする場合は、さっと茹でてから使う。天ぷらや汁の実にも利用され、「春菊天」は関東の立ち食いそば・うどん店では定番メニューの一つである。中国では炒め物にする。
日本では地域によって好まれる品種が違い、東日本では葉の切れ込みが大きめで苦味の強いものが好まれ、西日本では葉の切れ込みが小さく甘みの強いものが好まれる。苦味は茎には無く、葉を加熱した際に出てくる。
- シュンギクのナムル
- シュンギクを添えたうどん

### 栄養素
栄養価が高く、「食べる風邪薬」と言われるほどβ-カロテンやビタミンCが豊富で、ビタミンB2・E、食物繊維、カリウム、カルシウムなどが多く含まれている。
シュンギクは緑黄色野菜で、カロテンは可食部100グラム (g) あたり4500マイクログラム (μg) とホウレンソウ以上に含まれている。カロテンは摂取されると体内でビタミンAに変化し、目の健康や粘膜を丈夫に保つ働きをする。またビタミンAに変換されないカロテンは、抗酸化作用を発揮して、動脈硬化やがんの予防効果があるといわれている。ビタミンB群は、糖質・脂質・タンパク質を有効利用するためのビタミンで、ビタミンCは皮膚を健康に保ち、体のストレス耐性を高める働きがある。
ミネラル類では、カルシウムが特に豊富な野菜で知られ、コマツナとほぼ同等、牛乳以上の含有量がある。茹でた後のカルシウム含有量は、むしろシュンギクの方が多く、カルシウム供給源の野菜としては、コマツナよりもシュンギクの方が優秀と言われている。
シュンギクの独特の香り成分はリモネンで、整腸作用、食欲増進、咳止めに効果的とされる。えぐみの原因となるシュウ酸は少ないため、柔らかい葉先は生食することも出来る。

### 保存
湿らせたペーパーで根元を包み、ポリ袋に入れて冷蔵する。シュンギクのビタミンCは収穫後急速に減少し、あまり日持ちしないため、早めに食べきるようにする。

## 観賞
ヨーロッパでは食用ではなく花の観賞用とされている。しかし近年では和食の影響を受け、徐々に料理に使われてきている。
日本では食用のイメージが強いせいか花のことはあまり知られていないが、写真のようにきれいな黄色い花がつく。また、舌状花の外側が白い覆輪になっているものもある。
なお、シュンギクに似た欧米の観賞用種にハナワギク Glebionis carinata があるが、これは有毒であり食用にはならない。

## ギャラリー
- 葉と茎